# Primera Plana
Primera Plana fue un semanario argentino fundado en noviembre de 1962 por Jacobo Timerman y Victorio Dalle Nogare con el estilo de la revista Time y Le Monde a favor del periodismo interpretativo. Estuvo vinculada inicialmente al bando "Azul" de las Fuerzas Armadas, liderado por el general Juan Carlos Onganía. Luego de la retirada de Timerman en julio de 1964 (quien se fuera a fundar Confirmado un año después) dirigió la revista Victorio Dalle Nogare junto a Ramiro de Casasbellas, quien asumió la subdirección. En 1964 publicó por primera vez la historieta Mafalda, el célebre personaje creado de Quino.
La revista tuvo un papel importante en la crítica del gobierno del radical Arturo Illia (electo en elecciones cuestionadas por la proscripción del peronismo y el frondizismo) y apoyó el golpe de Estado de 1966 y la toma del poder por el general Onganía. Comenzó a mostrarse crítica del régimen militar luego de la Noche de los bastones largos.
En junio de 1969, luego del Cordobazo fue clausurada por la dictadura de Onganía, reapareciendo quince meses después, en septiembre de 1970, tras el derrocamiento de Onganía.
A fines de 1971 la revista fue comprada por el empresario peronista Jorge Antonio, convirtiéndose en un “órgano no-oficial del peronismo”. En 1972 apoyó la estrategia electoral de Juan Domingo Perón y su regreso a Argentina, incorporando a su staff de redactores militantes de la JP. En septiembre de 1972 fue clausurada nuevamente por orden de Lanusse. Asumido el gobierno constitucional el 25 de mayo de 1973, Primera Plana reapareció el 16 de agosto de 1973 editando su último número.

## Equipo editor
El equipo de dirección también contó con Tomás Eloy Martínez (jefe de redacción) y los secretarios Ernesto Schoo (artes y espectáculos), Roberto Aizcorbe (política), Osiris Troiani (internacional), Julián J. Delgado (economía) y Norberto Firpo (sociedad).
También formaron parte de la redacción, entre otros Osvaldo Soriano, Mariano Grondona, Felisa Pinto, Hugo Gambini, Julio Algañaraz, Edgardo Cozarinsky, Abrasha Rotenberg, Juan Carlos Algañaraz, Sara Gallardo, Aída Bortnik, Enrique Raab, Ricardo Frascara, Silvia Rudni, Fanor F. Díaz, Francisco N. Juárez, Julio Ardiles Gray, Félix Samoilóvich, Roberto García, Kado Kostzer, Carlos Russo, Jorge Elorza, Alberto Laya, Jorge Listosella, Miguel Briante, Marcelo Capurro, Eduardo San Pedro, Eduardo Comesaña y Jaime González Cociña (fotógrafo). Se ha señalado por parte de varios historiadores, investigadores y/o comentaristas sociopolíticos que la revista cumplió un rol importante en el proceso de «desestabilización» y posterior derrocamiento del gobierno democrático de Arturo Umberto Illia.

## Historia
La revista iba a llamarse Azul por su vinculación y apoyo político a la tendencia liberal de los Azules durante el conflicto armado de las dos facciones de las Fuerzas Armadas argentinas, pero el nombre ya estaba registrado (un semanario se llamaba Azul y Blanco). Emilio Winschelbaum, el abogado de Timerman, le sugirió entonces el nombre Primera Plana.
La revista marcó un nuevo estilo de periodismo en Argentina, con aspectos distintivos sobre cuestiones estructurales del país. En los primeros meses, Primera Plana alcanzó un promedio de 25.000 ejemplares. El promedio de ejemplares vendidos fue aumentando acercándose el golpe militar de la dictadura autodenominada "Revolución Argentina;[cita requerida] por lo que en 1966 alcanzó un promedio semestral de 50.000 ejemplares.
Primera Plana apareció entre el 13 de noviembre de 1962 y el 4 de agosto de 1969. En esa fecha, un decreto de la dictadura de Ongania prohibió su circulación. Al reaparecer, un año después, la revista se catapultó como un boom. Sus lectores eran de alto poder adquisitivo y cultural, sector de la sociedad al que la revista apuntaba con su formato y publicidades.
Entre algunas de las columnas icónicas de la revista se cuenta la historieta Mafalda, el célebre personaje creado por Quino, que se publicó por primera vez en septiembre de 1964 y continuó en Primera Plana hasta el 9 de marzo de 1965.

## Golpismo y modernización
La revista significó una significativa renovación estilística de lenguaje y contenido. Dedicaba importante cantidad de páginas a reseñar actividades culturales, con una profundidad y calidad poco común.  Grandes entrevistas a personalidades se hicieron célebres, tal como una a Gabriel García Márquez (presentado con profundidad por primera vez al público de Argentina) o a Victoria Ocampo, o las reseñas de la obra de Julio Cortázar o de Leopoldo Torre Nilsson.
A su vez, la revista apoyo la intervención militar de Onganía. Desde su columna, Mariano Grondona tomaba partido de la intervención de los militares en política:

El ejército tiene que tomar partido entre lo que ocurre en el país. Porque es parte esencial e imprescindible de nuestra historia
Mariano Grondona, Primera Plana, 7 de junio de 1966

Actualmente se utilizan los términos «dictadura» y […] «dictador» como sinónimos de tiranía y de tiranos. Es un grave error de perspectiva histórica.
Mariano Grondona, Primera Plana, 3 de mayo de 1966

El ejército ha cometido de manera quizá casual una operación de desdoblamiento: hoy las reservas del país son dos: una es el ejército, y otra es Onganía. Una es institucional, la otra personal, como en la época de Aramburu.
Mariano Grondona, Primera Plana, 4 de enero de 1966